# Hey Hey 謝謝光臨
「Hey Hey 謝謝光臨」（日語：Hey Hey おおきに毎度あり）是SMAP的第12張單曲，於1994年3月12日由Victor Entertainment發行。

## 簡介
出道以來一直是相隔3個月發售單曲，本作與前作只相差2個月。
歌詞全是以關西方言寫成，獨唱部分是台詞風格，與過往作品的風格不同。由於歌詞是以關西方言寫成，需要用關西腔唱出，但SMAP全員均是關東出身，所以當時要由關西出生的KinKi Kids指導。
本作是SMAP出道以來首次奪得Oricon單曲週榜首位，當時是SMAP單曲中最高銷量。B面曲「想哭的心情」是全員演出電影《Shoot!》的主題曲，「Hey Hey 謝謝光臨」則是插曲。事實上「想哭的心情」原是成員中居正廣的獨唱曲，收錄在SMAP 004。
成員們對於這首歌能獲得Oricon首位均感到驚訝，其中2010年7月21日播出的音樂節目《魁!音樂番付 Eight》，被問到「成員最喜歡的歌曲是哪首？」，中居正廣挑選了這首作品，並說「沒有成員是關西出身卻能賣得好，不明白怎樣的音樂才會銷量好。」
「Hey Hey 謝謝光臨」同時收錄在專輯《SMAP 006〜SEXY SIX〜》、《Cool》、《BOO》及《Smap Vest》，「想哭的心情」則收錄在《pamS》。

## 収録曲
1. Hey Hey おおきに毎度あり
  - 作詞：庄野賢一、えのきみちこ  / 作曲、編曲：庄野賢一
2. 泣きたい気持ち
  - 作詞：相田毅 / 作曲：太田美知彥　/ 編曲：土方隆行
3. Hey Hey おおきに毎度あり （オリジナル・カラオケ）
4. 泣きたい気持ち （オリジナル・カラオケ）

## 相關連結
- Hey Hey 謝謝光臨（页面存档备份，存于） （Victor Entertainment）（日語）